# Свидетели Иеговы в Польше

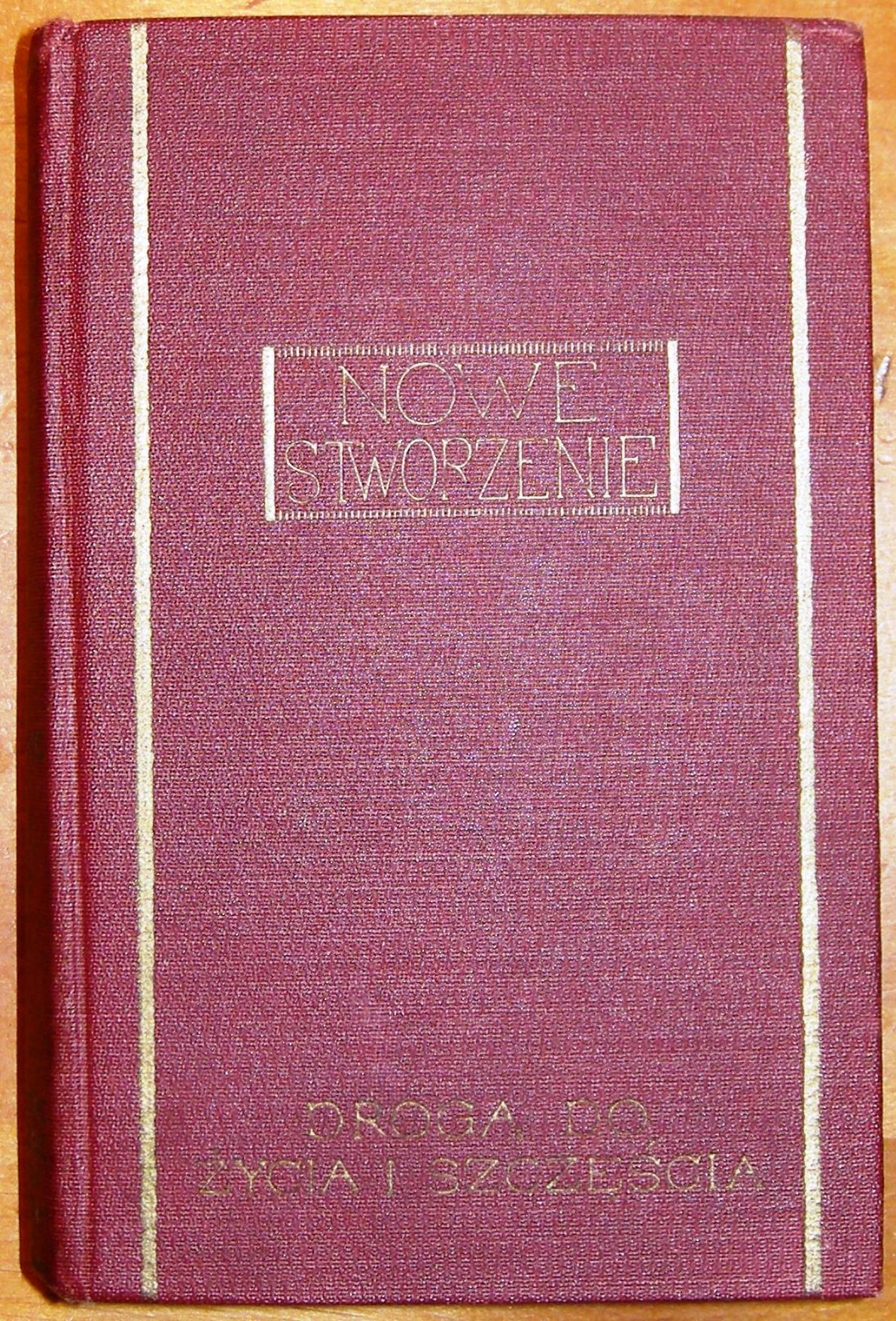
Книга 1943 года «Истина освободит вас» прибыла в Польшу с гуманитарной помощью в количестве 7500 экземпляров в 1946 год

Свидетели Иеговы в Польше — религиозная организация, представляющая международное движение Свидетелей Иеговы на территории Польши. Польское отделение является частью Всемирной организации Свидетелей Иеговы, центром которой является Управляющий совет в Уорвике, штат Нью-Йорк, США. По состоянию на 2024 год в Польше насчитывается более 115 000 активных возвещателей — членов организации, регулярно участвующих в проповеднической деятельности.

## История

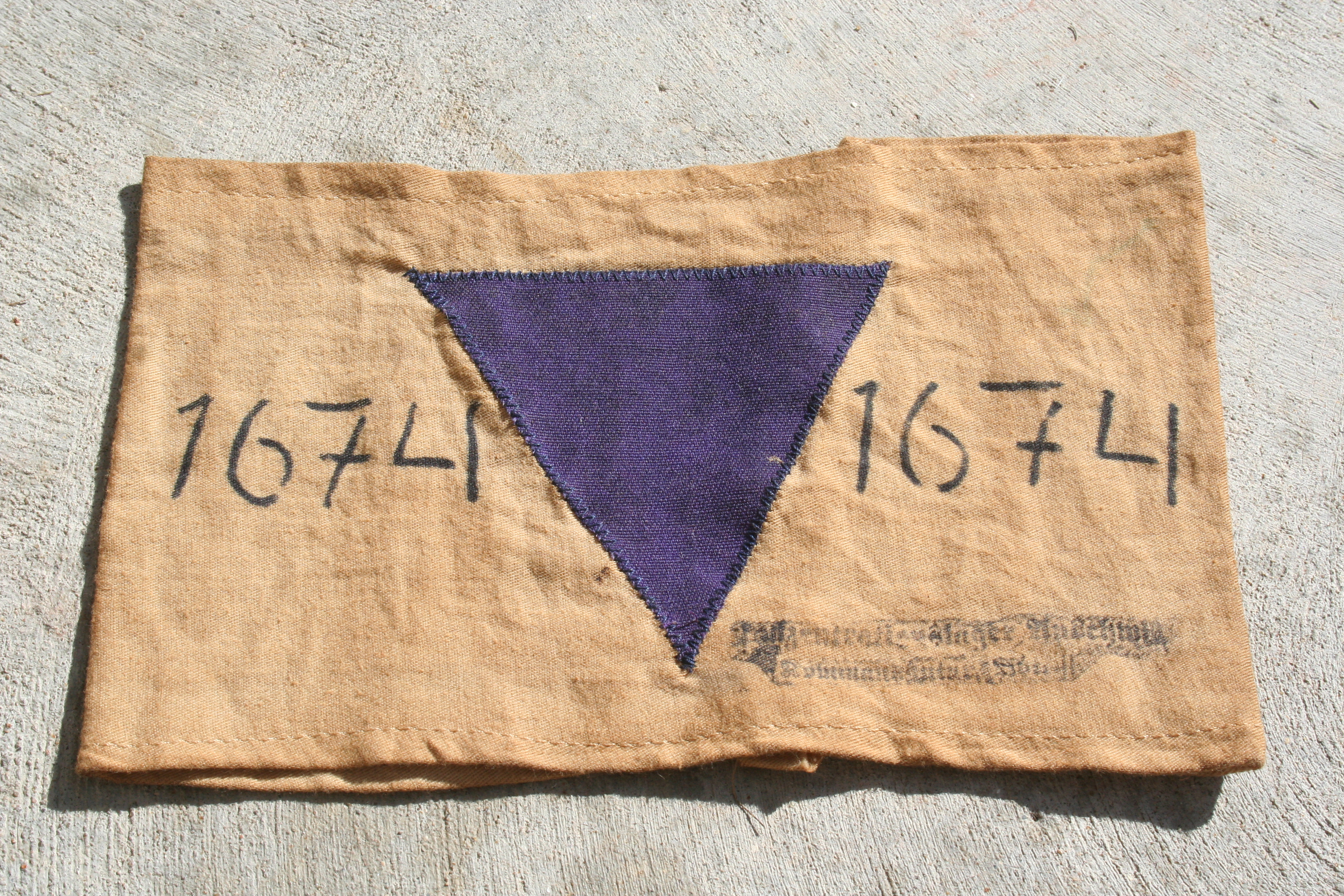
Лиловый треугольник, который носили Свидетели Иеговы в нацистских концлагерях с 1937 года

### Ранний период (1890-е — 1939)
Деятельность Свидетелей Иеговы в Польше началась в конце XIX века. Первые последователи появились благодаря печатной литературе, распространявшейся из США. Уже к началу 1920-х годов в Польше действовали первые организованные группы. В 1927 году в Варшаве было открыто первое представительство Общества Сторожевой Башни, официального юридического лица движения.
В 1933 году в стране насчитывалось около 1200 активных членов. Несмотря на это, деятельность Свидетелей Иеговы часто подвергалась преследованиям как со стороны властей, так и со стороны Католической церкви, доминирующей в Польше.

### Вторая мировая война
Во время нацистской оккупации Польши Свидетели Иеговы подверглись массовым репрессиям. Из-за отказа от военной службы и политической лояльности режиму сотни верующих были арестованы, заключены в концлагеря, а некоторые — казнены. Символом страданий польских Свидетелей Иеговы в этот период стал лиловый треугольник, которым их обозначали в лагерях.

### Коммунистический период (1945–1989)
После Второй мировой войны в Польше установилась коммунистическая власть, и в 1950 году деятельность Свидетелей Иеговы была запрещена. Организация действовала подпольно вплоть до конца 1980-х годов. Несмотря на гонения, в это время численность верующих продолжала расти. Печатная литература издавалась тайно, собрания проходили в частных домах.

### После 1989 года
После падения коммунистического режима в 1989 году Свидетели Иеговы получили юридическое признание. В 1990 году организация была официально зарегистрирована как Religia Świadków Jehowy w Polsce. Быстрое развитие структуры и рост числа верующих сопровождались строительством Залов Царства, а также регионального центра в Надаже (близ Варшавы), который стал административным центром для Польши и ряда других стран Центральной и Восточной Европы.

## Современное положение
По данным на 2024 год, в Польше насчитывается:
- более 115 000 возвещателей,
- более 1 400 собраний,
- около 2 000 Залов Царства.

Каждый год проводятся региональные и международные конгрессы, привлекающие тысячи участников. Деятельность включает посещения домов, проповедь на улицах и в общественных местах, а также публикацию литературы, включая перевод Библии — «Перевод нового мира» — на польский язык.

## Правовой статус и отношения с обществом
Свидетели Иеговы признаны официальной религиозной организацией в Польше и пользуются правовой защитой свободы вероисповедания. Однако в католически ориентированном польском обществе организация часто сталкивается с критикой, особенно из-за отказа от переливания крови, службы в армии и празднования национальных и религиозных праздников.